# Lanesville (Indiana)
Lanesville – miasto w Stanach Zjednoczonych, w stanie Indiana, w hrabstwie Harrison.